# Nsola
Nsola est un village du Cameroun situé dans la région du Sud et le département de l'Océan. Il fait partie de la commune de Bipindi et se trouve à 24 km de Bipindi sur la route qui lie Bipindi à Kpwa Nkoutou.

## Population
En 1966, la population était de 188 habitants. Lors du recensement de 2005, le village comptait 340 habitants dont 173 hommes et 167 femmes, principalement de Ewondos.

## Culture
Le film documentaire Danse aux esprits (Danza a los Espíritus) a été tourné dans le village de Nsola en 2009 par Ricardo Íscar (es), avec la collaboration de Daria Esteva, d'après les travaux de l'anthropologue catalan Lluis Mallart Guimera, édité en français en 2013.